# René de Milleville
René de Milleville est un spécialiste de l'Himalaya, qui a longtemps habité au Népal. Il est né à Dinan le 15 mars 1921 et mort le 25 mai 2006 à Boulogne-Billancourt.

## Biographie
René de Milleville est l'auteur de plusieurs guides sur le Népal, les rhododendrons de l’Himalaya, les orchidées du Népal.

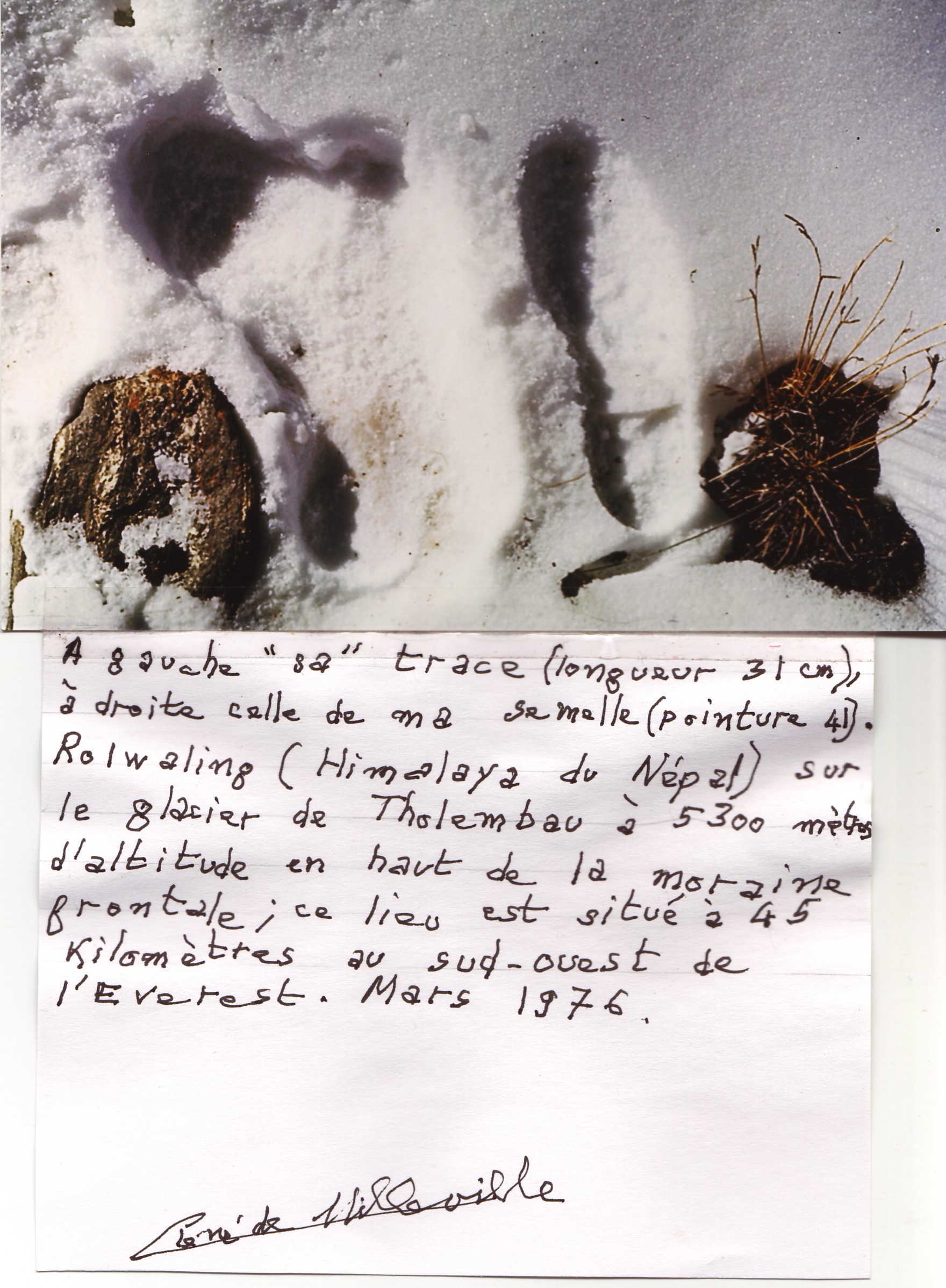
René de Milleville

Marc Colombel, fondateur de la Société bretonne du rhododendron, lui a dédié un de ses hybrides en 2011.

## Yéti
René de Milleville s'intéressait beaucoup au Yéti . Dans les années 1990, il avait pris contact avec des chercheurs du Muséum national d'histoire naturelle, à Paris (Michel Tranier, du Laboratoire mammifères-oiseaux, et Pierre-Olivier Combelles, du Laboratoire d'ethnobiologie-biogéographie), pour essayer d'analyser l'ADN d'un poil de yéti qui lui avait été donné par un ami sherpa. Celui-ci avait rencontré l'animal en train de boire dans la montagne et, le prenant d'abord pour un yak sauvage, lui avait tiré dessus avec un fusil. L'animal, blessé, s'était alors enfui, laissant des poils sur le sol. Michel Tranier, qui a étudié ces poils, considère qu’ils appartiennent à « un primate roux proche de l’orang-outan » mais distinct de ce dernier.

## Publications et archives
- avec T. C. Majupuria, Nepal Himalaya, T.C. Majupuria et Craftman Press
- The rhododendrons of Nepal,  Himal Books, 2002 - 136 p.
- Nepal Orchids in pictures: 140 species & varieties, Tirtha Bahadur Shresta. Malla Prakasan, 2004 - 116 p.
- Nepal White Orchids Guide, White Orchid Books, 1983
- Nepal Himalaya (in a nutshell): a profusely illustrated description of the mountains and nature of the Nepal Himalaya, Trilok Chandra Majupuria. Craftsman Press, 1991, 246 p.
- Le Népal, Nouvelles Frontières Paris J.A. 1981
- Le Népal, Les Éditions J.A., 1986
- A climatic guide to Asia and Australia, White Orchid Press, 1985 - 112 p.
- [s.n.], Étude statistique des expéditions Himalaya du Népal - (1er septembre 1979 au 31 mai 1986, soit 530 expéditions),  1987, 50 p.

### Cartes
- Map of South-Central Tibet, Kathmandu-Lhasa route map, publiée à Londres, E.Stanford, 3e édition, 1992, au 1/millionième.
- Mt Everest Panorama, 1975

### Autres ouvrages
- Huguette École, Népal entre ciel et terre, Société Continentale d'éditions modernes illustrées, collection « Connaissance de l'Asie », 1971. [Chapitre « Les Sherpas » par René de Milleville]

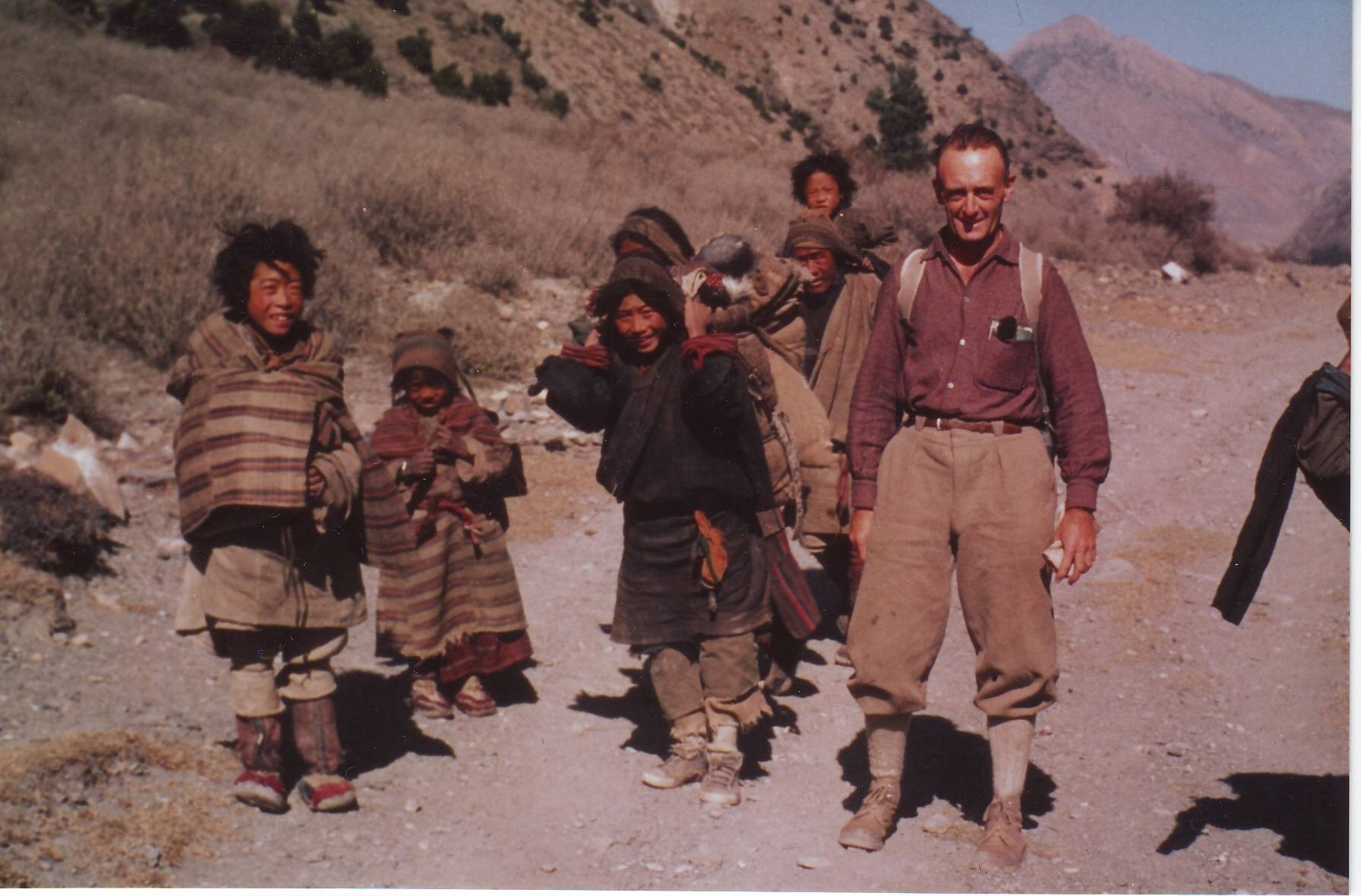
René de Milleville en 1966 dans la vallée de la Kali Gandaki, 2700m, près de Jomosom, avec de jeunes réfugiés tibétains

### Articles
- « Rhododendrons du Népal », in La Montagne et Alpinisme, 1er trimestre 1989, no 1, pp. 34-37
- « Tengboche détruit », in La Montagne et Alpinisme, 2e trimestre 1989, no 2, pp. 58-59
- « La montagne : relèvement des taxes au sommet », in  Népal Himal, 1984, no 4, p. 16
- « Népal, nouvelles routes et trekking », in La Montagne et Alpinisme, 1983, no 2, p. 77-79

### Archives sonores
- R. de Milleville a déposé au musée de l'Homme en 1964 une collection d'enregistrements sonores qu'il avait effectués au Népal (enregistrements non datés) comprenant notamment des chants, de la musique instrumentale, des rituels religieux et ambiances (chants d'oiseaux) : Enregistrements sonores sur le site des archives sonores du CNRS-Musée de l'Homme